# Удот, Артём Александрович
Артём Александрович Удот (род. 16 апреля 2002, Чебаркуль, Челябинская область) — российский хоккеист, нападающий.

## Биография
Воспитанник челябинского хоккея — «Белые медведи», «Трактор» (с 2016 года). В сезонах 2019/20 — 2021/22 играл за команду МХЛ «Белые медведи». С сезона-2020/21 — игрок команды ВХЛ «Челмет». 2 декабря 2021 года в домашнем матче «Трактора» против «Амура» дебютировал в КХЛ, проведя единственный матч в лиге в сезоне.